# Gloster Gamecock
Le Gloster Gamecock est un avion militaire de l'entre-deux-guerres. Chasseur biplan de la Royal Air Force, dérivé du Grebe Mk.III, il effectua son premier vol en février 1925. Il différait du Grebe principalement par son moteur Bristol Jupiter qui remplaçait le moteur Armstrong Siddeley Jaguar jugé peu fiable. Les autres changements étaient apportés au niveau des ailerons, des contours du fuselage plus fins, et des mitrailleuses installées à l'intérieur du fuselage.
Le Gamecock eut une vie assez courte au sein de la RAF, en partie à cause de son fort taux d'accidents : des 90 avions opérants pour la RAF, 22 furent perdus lors d'accidents d'atterrissage ou de décrochages en vol. Ces erreurs furent corrigées sur la version Mk.II, au moyen d'une aile plus haute et d'un empennage modifié.

## Variantes
- Gamecock Mk I : Chasseur monoplace de la RAF. 90 exemplaires construits[2].
- Gamecock Mk II : Chasseur monoplace avec aile et empennage modifiés. Une variante pour la RAF construite à partir d'un Mk.I adapté aux normes du Mk.II[3]. Trois exemplaires furent exportés vers la Finlande en 1928, et 15 autres supplémentaires construits sous licence en Finlande entre 1929 et 1930 sous le nom Kukko[4].
- Gamecock Mk III : Un Gamecock II de la RAF modifié, avec un fuselage allongé pour contrer les problèmes de décrochage[5].

## Utilisateurs

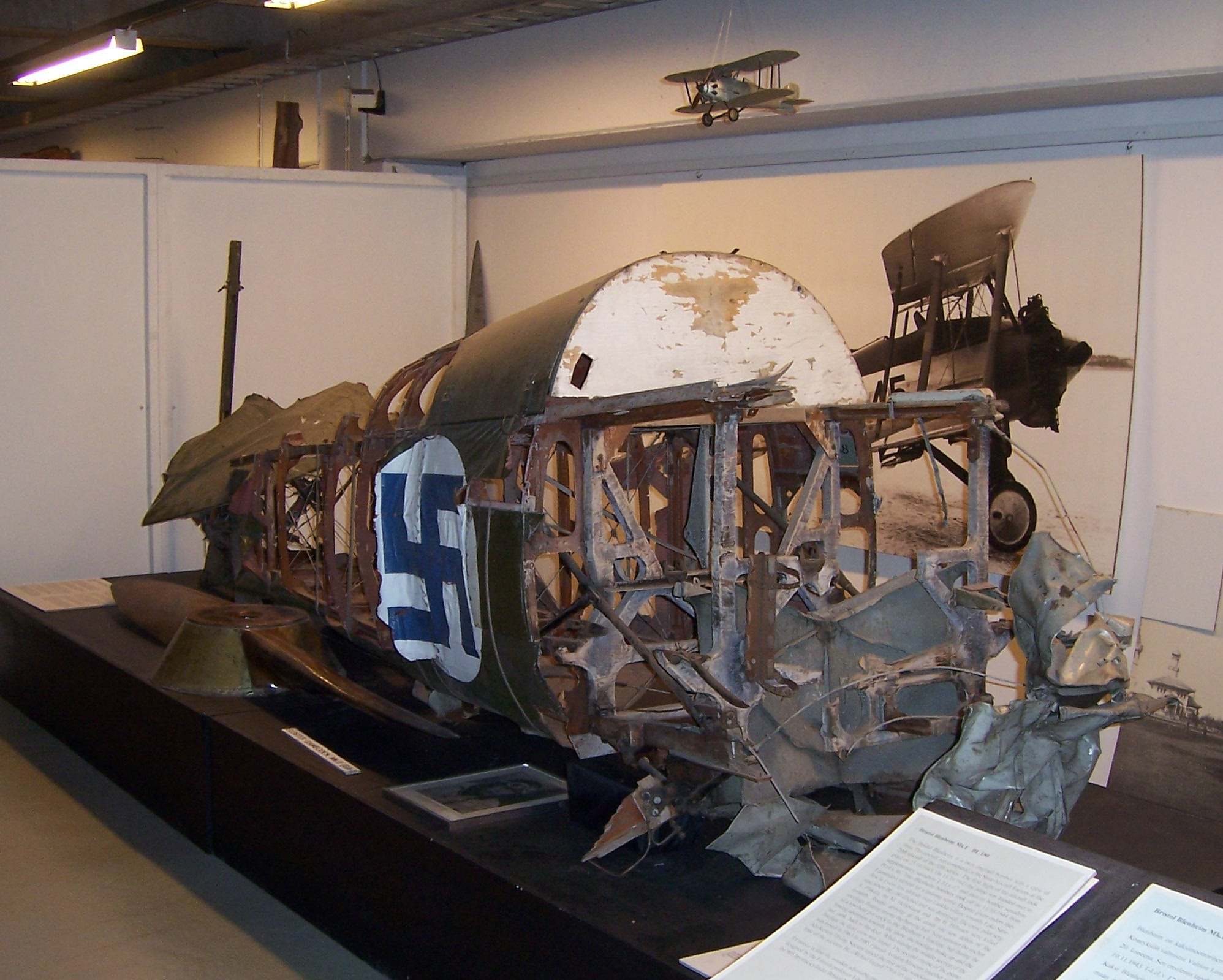
Épave d'un fuselage de Gamecock au Musée de l'aviation finlandaise

Finlande
- Armée de l'air finlandaise

 Royaume-Uni
- Royal Air Force
  - No. 3 Squadron RAF
  - No. 17 Squadron RAF
  - No. 19 Squadron RAF
  - No. 23 Squadron RAF
  - No. 32 Squadron RAF
  - No. 43 Squadron RAF
  - No. 2 Flying Training School
  - No. 3 Flying Training School
  - Central Flying School RAF
  - RAF College Cranwell|RAF College, Cranwell
  - Home Communications Flight